# 3516 Rusheva
A 3516 Rusheva (ideiglenes jelöléssel 1982 UH7) a Naprendszer kisbolygóövében található aszteroida. Ljudmila Georgijevna Karacskina fedezte fel 1982. október 21-én.